# Jaime Duarte
Jaime Duarte (Lima, 27 febbraio 1955) è un allenatore di calcio ed ex calciatore peruviano.

## Palmarès

### Giocatore

#### Competizioni nazionali
- Campionato peruviano: 3

Alianza Lima: 1975, 1977, 1978
- Segunda División: 1

Sport Boys: 1989

### Allenatore

#### Competizioni nazionali
- Campionato peruviano: 1

Alianza Lima: 2001